# S Ori 60
S Ori 60 ist ein L4-Zwerg im Sternbild Orion. Er wurde 2000 von Maria Rosa Zapatero Osorio et al. entdeckt.